# Articulation zygapophysaire
Les articulations zygapophysaires (ou articulations des apophyses articulaires vertébrales ou articulations zygapophysiales ou petites articulations vertébrales ou articulations de l'arc vertébral) sont les articulations entre les arcs vertébraux des vertèbres. 

## Étymologie
Le terme zygapophysaire vient du grec ancien (ζυγόν / zugon)  signifiant « joug, paire » et du terme apophyse.

## Description
Les articulations zygapophysaires sont des articulations de type synovial entre les quatre processus articulaires de deux vertèbres adjacentes. Elles sont planes au niveau cervical et thoracique et trochoïdes au niveau lombaire.
Elles sont constituées de la facette articulaire d'un processus articulaire supérieur et de la facette articulaire du processus articulaire inférieur homolatéral de la vertèbre sus-jacente.
Selon qu'on ait des vertèbres cervicales, thoraciques, ou lombaires, l'orientation des surfaces articulaires varie, influençant alors les possibilités de mouvement.

### Ligaments
Les articulations zygapophysaires sont maintenues grâce à une capsule articulaire d'épaisseur variable qui augmente dans le sens cranio-caudal.
Entre chaque paire de vertèbres, les lames vertèbrales sont reliées par une paire ligaments jaunes tendus entre les faces antérieures des lames et les bords supérieurs des lames de la vertèbre sous-jacente. Ils limitent la flexion et leur élasticité les empêche de flamber dans le canal vertébral.
Les articulations sont également renforcées par des ligaments au niveau des processus épineux :
- les ligaments inter-épineux entre les bords inférieur et supérieur de deux processus adjacents ;
- le ligament supra-spinal tendu de la septième vertèbre cervicale au sacrum et fixé au niveau du sommet des processus épineux.

Il se prolonge vers le haut par le ligament nuchal qui s'insère sur la protubérance occipitale externe.
Les processus transverses sont reliés par les ligaments inter-transversaires.